# Biocenologija
Biocenologija ali  Sinekologija je veda iz področja ekologije, ki se ukvarja s sobivanjem in medsebojnimi povezavami številnih rastlinskih in živalskih vrst (življenjskih združb ali biocenoz).
Biocenologija raziskuje prehranjevalne ravni, vrstno sestavo, raznolikost povezav med posameznimi populacijami, spremenljivost biocenoz, odvisnosti med biocenozo in abiotskimi dejavniki okolja.

## Povezava z drugimi področji
- ekologija:

- populacijska ekologija
- pokrajinska ekologija
- fitosociologija
- fitocenologija

- druge znanosti:

- botanika
- zoologija
- fiziologija
- matematika
- fizika
- klimatologija
- tloslovje

## Vir
- Hłuszyk, Halina, et. al., »Slovar ekologije«, DZS, Ljubljana, 1998 (COBISS)